# La Bastideta
La Bastideta (francès Labastidette) és un municipi occità de Comenge, a Gascunya, del departament de l'Alta Garona, a la regió d'Occitània.